# Stenophylax nassarei
Stenophylax nassarei är en nattsländeart som beskrevs av Navás 1925. Stenophylax nassarei ingår i släktet Stenophylax och familjen husmasknattsländor. Inga underarter finns listade i Catalogue of Life.